# Koutougou (Makalondi)
Koutougou (auch: Koutougou I) ist ein Weiler in der Landgemeinde Makalondi in Niger.

## Geographie
Der Weiler liegt am linken Ufer des Flusses Goroubi in der Nähe der Staatsgrenze zu Burkina Faso. Er befindet sich rund 40 Kilometer nordwestlich des Hauptorts Makalondi der gleichnamigen Landgemeinde, die zum Departement Torodi in der Region Tillabéri gehört. Zu den Siedlungen in der näheren Umgebung von Koutougou zählen Kodjaga im Nordwesten, Tombolé Pabalouri im Nordosten und Koguel im Südwesten.
Koutougou ist Teil der Übergangszone zwischen Sahel und Sudan. Die durchschnittliche jährliche Niederschlagsmenge beträgt hier zwischen 500 und 600 mm.

## Geschichte
Nach dem Militärputsch vom 26. Juli 2023 kam es zu einem Anstieg politisch motivierter Gewalt in Niger. Eine Abteilung der Streitkräfte Nigers, die sich zwischen den Orten Boni und Torodi bewegte, geriet am 15. August 2023 am Ortsrand von Koutougou in einen terroristischen Hinterhalt. Dabei wurden 17 Soldaten getötet und 20 Soldaten verwundet, davon sechs schwer. Etwa 100 der Angreifer auf Motorrädern wurden getötet.

## Bevölkerung
Bei der Volkszählung 2012 hatte Koutougou 514 Einwohner, die in 48 Haushalten lebten. Bei der Volkszählung 2001 betrug die Einwohnerzahl 193 in 21 Haushalten

## Wirtschaft und Infrastruktur
Es gibt eine Schule in der Siedlung.